# Avrelija Cencič
Avrelija Cencič, slovenska biokemičarka, * 19. oktober 1964, Maribor, † 14. december 2012.
Avrelija Cencič je delala kot univerzitetna profesorica in raziskovalka na področjih biokemije, molekularne biologije in imunologije ter projektna vodja in predavateljica na področjih medicinskih in življenjskih znanosti.